# Cikidangbayabang
Cikidangbayabang is een bestuurslaag in het regentschap Cianjur van de provincie West-Java, Indonesië. Cikidangbayabang telt 6418 inwoners (volkstelling 2010).